# Euarchontoglires

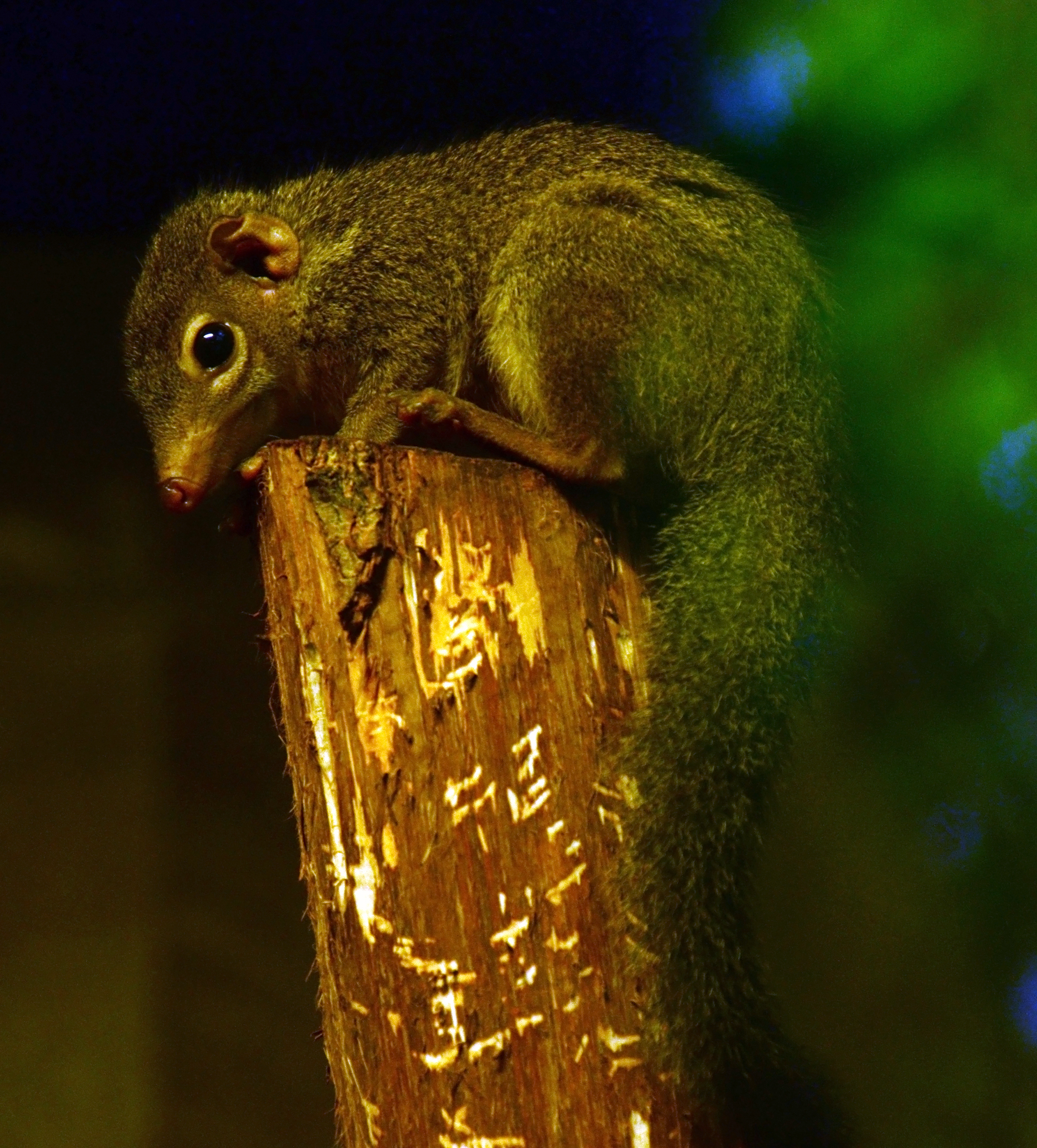
Малайская тупайя

Euarchontoglires (лат.) — надотряд плацентарных млекопитающих, в состав которого входят грандотряды грызунообразные и эуархонты (к последнему, в частности, относится и человек).
Euarchontoglires возникли ориентировочно от 85 до 99 млн лет назад в позднем меловом периоде, отделившись от сестринской группы Laurasiatheria, вместе с которой они входят в магнотряд Boreoeutheria. Эту гипотезу сегодня подкрепляют многочисленные находки ископаемых представителей Euarchontoglires.

## Происхождение названия
Название Glires было введено ещё К. Линнеем и в его системе животных обозначало отряд млекопитающих, охватывающий современных грызунов и зайцеобразных (но также и носороговых). Позднее грызуны и зайцеобразные были выделены в самостоятельные отряды Rodentia Bowdich, 1821 и Lagomorpha Brandt, 1875. Название Glires по предложению американского палеонтолога М. Новачека стали с 1986 г. использовать для грандотряда грызунообразных — таксона, охватывающего эти два отряда.
Под общим названием Archonta американский палеонтолог У. Грегори на основании наличия сходных морфологических признаков ещё в 1910 г. объединил отряды приматов (Primates Linnaeus, 1758), шерстокрылов (Dermoptera Illiger, 1811), тупайеобразных (Scandentia Wagner, 1855) и рукокрылых (Chiroptera Blumenbach, 1779). Позже, в 1975 г., другой американский палеонтолог, М. Маккенна, поддержал такое объединение и дал новому таксону ранг надотряда. В 1990-е гг. методами молекулярной биологии было установлено, однако, что рукокрылые не родственны трём остальным отрядам, а входят в надотряд лавразиатериев. Уменьшившаяся в объёме группировка Archonta получила новое название Euarchonta Waddell et al., 1999 (то есть «истинные Archonta»).
В результате механического сложения названий клад Euarchonta и Glires и было получено название надотряда Euarchontoglires Murphy et al., 2001.
Для обозначения той же самой группой предлагалось название Supraprimates Waddell et al., 2001, над которым имя Euarchontoglires имеет приоритет.

## Кладограмма
Приведём кладограмму, отражающую современные представления о филогенетических связях между отрядами эуархонтоглиров.
|  | Зайцеобразные (Lagomorpha) |
|  |                            |
|  | Грызуны (Rodentia)         |
|  |                            |

|                 | Тупайи (Scandentia)                                                             |
|                 |                                                                                 |
| Приматоморфы    | \| \| Шерстокрылы (Dermoptera) \| \| \| \| \| \| Приматы (Primates) \| \| \| \| |
| (Primatomorpha) | \| \| Шерстокрылы (Dermoptera) \| \| \| \| \| \| Приматы (Primates) \| \| \| \| |
|                 | Шерстокрылы (Dermoptera)                                                        |
|                 |                                                                                 |
|                 | Приматы (Primates)                                                              |
|                 |                                                                                 |

|  | Шерстокрылы (Dermoptera) |
|  |                          |
|  | Приматы (Primates)       |
|  |                          |

|  | Зайцеобразные (Lagomorpha) |
|  |                            |
|  | Грызуны (Rodentia)         |
|  |                            |

|                 | Тупайи (Scandentia)                                                             |
|                 |                                                                                 |
| Приматоморфы    | \| \| Шерстокрылы (Dermoptera) \| \| \| \| \| \| Приматы (Primates) \| \| \| \| |
| (Primatomorpha) | \| \| Шерстокрылы (Dermoptera) \| \| \| \| \| \| Приматы (Primates) \| \| \| \| |
|                 | Шерстокрылы (Dermoptera)                                                        |
|                 |                                                                                 |
|                 | Приматы (Primates)                                                              |
|                 |                                                                                 |

|  | Шерстокрылы (Dermoptera) |
|  |                          |
|  | Приматы (Primates)       |
|  |                          |